# Стамбульский канал
Стамбу́льский кана́л (тур. İstanbul kanalı), или кана́л «Стамбу́л/Истанбул» (тур. Kanal İstanbul) — проект искусственного судоходного канала, начавший реализовываться в Турции с июня 2021 года, который по планам должен соединить Чёрное море с Мраморным к 2027 году.
По замыслам, канал пересечёт европейскую часть Стамбула и таким образом сформирует остров между Азией и Европой (остров будет иметь береговую линию с Чёрным морем, Мраморным морем, новым каналом и проливом Босфор).
По предварительным планам, проект должен был быть закончен к 100-летнему юбилею со дня основания Турецкой Республики в 2023 году, однако позже сроки выполнения отложили до 2027 года. В феврале 2024 года административный суд Стамбула удовлетворил иск оппозиции по запрету строительства канала.

## История
Возможность строительства канала, соединяющего Чёрное море с Мраморным, обдумывал ещё в 1550 году султан Сулейман Великолепный. Разработать проект канала было поручено архитекторам Синану и Керезу Николе (Kerez Nikola). Проект не был реализован из-за военных действий.
По указу Мурада III от 6 марта 1591 года работа над проектом возобновилась. В 1654 году, во время правления Мехмеда IV, турецкое правительство вновь вернулось к идее строительства канала. В XVIII веке Мустафа III дважды заводил речь о необходимости такого канала, однако проект не был реализован из-за экономических проблем. В XIX веке, во время правления Махмуда II, был создан Имперский османский комитет для повторного изучения проекта. Доклад был подготовлен в 1813 году, но никаких конкретных шагов предпринято не было.
Новый проект канала на западе Стамбула был предложен советником министра энергетики Турции Юкселем Агалием в статье «Я думаю о Стамбульском канале», опубликованной в августе 1990 года в научно-техническом журнале TUBITAK. Предполагалось, что канал «Стамбул» начнётся с озера Бююкчекмедже и пройдёт западнее озера Дурусу. Проектная длина составляла 47 км, а ширина на поверхности воды 100 м, глубина 25 м.
Идею канала реанимировал 17 января 1994 года (незадолго до местных выборов) лидер Демократической левой партии Бюлент Эджевит.
В апреле 2011 года с идеей сооружения канала выступил тогда ещё премьер-министр страны — Реджеп Тайип Эрдоган. Согласно проекту, канал Стамбул должен разгрузить пролив Босфор, через который каждый год проходит более 50 тысяч различных судов, в том числе танкеры с нефтью и военные суда. Изначально предполагалось, что канал пройдёт западнее города Силиври, но позднее его отодвинули дальше на восток, он пройдёт в черте города Стамбула. Завершение проекта предполагалось приурочить к 100-летнему юбилею со дня основания Турецкой Республики в 2023 году. По данным на май 2020 года, тендер на строительство объявлен ещё не был, но президент Эрдоган продолжал настаивать на скором начале реализации проекта.
В 2020 году строительство планировалось завершить к 2025—2026 годам, но из-за того, что строительство началось только через год из-за пандемии коронавируса, сроки завершения перенесены на 2027 год.
26 июня 2021 года президент Турции Реджеп Эрдоган дал старт строительству и принял участие в торжественной церемонии. Строительство начнётся с одного из шести мостов через будущий канал.

## Строительство
Официально начато 26 июня 2021 года, срок строительства — 6 лет.

## Проект
Цели проекта
Основной целью проекта заявлено сокращение морского трафика через Босфор и сведение к минимуму рисков и опасностей, связанных в том числе с нефтяными танкерами. Из 56 тысяч судов, проходящих ежегодно через пролив Босфор, 10 тысяч — танкеры, перевозящие 145 млн тонн сырой нефти.
Если планы по строительству будут реализованы, то судоходство в Босфоре будет сокращено или прекращено совсем. Во всяком случае, так заявлял Реджеп Тайип Эрдоган ещё в 2011 году. Согласно проекту, канал протяжённостью около 50 км соединит Мраморное море с Чёрным. Его глубина составит 25 м, а ширина — 150 м. Стоимость проекта оценивается в 13 млрд долларов. Проект будет финансироваться полностью за счёт внутренних источников. По предварительным расчётам, пропускная способность нового канала составит 150—160 судов в день.
Маршрут
15 января 2018 года был утверждён маршрут канала. Министерство транспорта Турции объявило, что маршрут канала пройдёт через водохранилище Сазлыдере, озёра Кючюкчекмедже и Дурусу. Канал выйдет в Чёрное море к востоку от Теркосской дамбы.

## Критика
Проект канала и возможный запрет на проход судов через Босфор касаются вопросов соблюдения международных договорённостей. Согласно положениям конвенции Монтрё от 1936 года, Турция не может запретить проход судов через свои проливы. Конвенция сохраняет за торговыми судами всех стран свободу прохода через проливы как в мирное, так и в военное время. Напротив, для военных кораблей нечерноморских государств введены ограничения по классу, тоннажу и срокам присутствия.
В Турции ранее уже неоднократно высказывали недовольство некоторыми положениями конвенции Монтрё. После завершения строительства канала Турция может вообще упразднить эту конвенцию и предложить новый международный правовой статус строящегося канала. Так, премьер-министр Турции Бинали Йылдырым 16 января 2018 года заявил журналистам, что «Канал Стамбул — искусственный канал, который не имеет ничего общего с настоящей Конвенцией». По мнению российского востоковеда Евгения Сатановского, в случае такого сценария развития событий «будет похоронена конвенция Монтрё, и статус проливов вернётся к состоянию на 1913 год, а транзит будет зависеть от настроения Анкары».
Мэрия Стамбула во главе с Экремом Имамоглу выступает против строительства канала, поскольку оно может вызвать экологическую катастрофу (потенциальное загрязнение пресного озера Дурусу, из которого берётся 20 % питьевой воды города, уничтожение сельскохозяйственных и лесных угодий, потенциальные загрязнение подземных вод солью, усиление наводнений, изменение солёности и видового состава Мраморного моря) и на время работ парализует жизнь в 15-миллионной агломерации. 15 февраля 2024 года Экрем Имамоглу сообщил, что суд удовлетворил иск оппозиции об отмене строительства Стамбульского канала.
Также критике подвергается факт кумовства: часть земель, на которых запланировано строительство канала, была скуплена зятем Эрдогана Бератом Албайраком (25 акров) и матерью эмира Катара Мозой (44 дёнюма).
По данным социологических опросов, 7,9 % жителей Стамбула поддерживают строительство канала, а 80,4 % выступают против.